# Laura Ikauniece-Admidiņa
Laura Ikauniece-Admidiņa (Ventspils, 31 maggio 1992) è una multiplista lettone.

## Palmarès
| Anno | Manifestazione    | Sede           | Evento     | Risultato | Prestazione | Note                          |
| ---- | ----------------- | -------------- | ---------- | --------- | ----------- | ----------------------------- |
| 2009 | Mondiali allievi  | Bressanone     | Eptathlon  | Argento   | 5 647 p.    |                               |
| 2010 | Mondiali juniores | Moncton        | Eptathlon  | 6ª        | 5 618 p.    |                               |
| 2011 | Europei juniores  | Tallinn        | Eptathlon  | Bronzo    | 6 063 p.    |                               |
| 2012 | Europei           | Helsinki       | Eptathlon  | Argento   | 6 335 p.    |                               |
| 2012 | Giochi olimpici   | Londra         | Eptathlon  | 9ª        | 6 414 p.    | Miglior prestazione personale |
| 2013 | Europei indoor    | Göteborg       | Pentathlon | 10ª       | 4 224 p.    |                               |
| 2013 | Universiadi       | Kazan'         | Eptathlon  | Oro       | 6 321 p.    |                               |
| 2013 | Mondiali          | Mosca          | Eptathlon  | 11ª       | 6 159 p.    |                               |
| 2014 | Europei           | Zurigo         | Eptathlon  | 6ª        | 6310 p.     |                               |
| 2015 | Mondiali          | Pechino        | Eptathlon  | Bronzo    | 6 516 p.    | Record nazionale              |
| 2016 | Europei           | Amsterdam      | 100 m hs   | Batteria  | 13"51       |                               |
| 2016 | Giochi olimpici   | Rio de Janeiro | Eptathlon  | 4ª        | 6 617 p.    |                               |
| 2017 | Mondiali          | Londra         | Eptathlon  | dnf       | dnf         |                               |
| 2019 | Europei indoor    | Glasgow        | Pentathlon | 5ª        | 4 701 p.    | Record nazionale              |